# Вьянне, Луи
Луи Вьянне (фр. Louis Viannet; 4 марта 1933[…], Вьен[…] — 21 октября 2017, Анноне) — деятель французского профсоюзного движения, генеральный секретарь Всеобщей конфедерации труда Франции (1992—1999).

## Биография
Родился 4 марта 1933 года в городе Вьен, сын рабочего одного из предприятий компании Rhône-Poulenc. В двадцатилетнем возрасте Луи Вьянне вступил в Парижское отделение федерации почтово-телеграфных служащих и во Всеобщую конфедерацию труда, сразу приняв участие в проходивших тогда массовых забастовках государственных служащих 1953 года.
Завершив обучение и пройдя обязательную военную службу, в 1956 году вернулся в родные места, работал на почте в Лионе и оставался профсоюзным активистом. В 1957 году вступил в Коммунистическую партию, в 1959 году возглавил отделение отраслевого профсоюза в департаменте Рона, в 1967 году начал работать на постоянной основе в национальной федерации работников этой отрасли. В 1972 году стал заместителем генерального секретаря профсоюза и получил место в исполнительном комитете ВКТ в 1976 году избран в Центральный комитет ФКП, в 1979 году возглавил федерацию почтово-телеграфных служащих. В 1982 году вошёл в Бюро ВКТ и стал главным редактором издаваемого им еженедельника La Vie Ouvrière (Рабочая жизнь). 
Внутри своей партии он считался более ортодоксальной фигурой, в то время как генеральный секретарь федерации Анри Кразюки (Красуцкий) становился все более умеренным и дистанцировался от ФКП. Когда в 1992 году Вьянне был избран преемником последнего, то, вопреки ожиданиям, продолжил его курс. В 1992—1999 годах он являлся генеральным секретарём ВКТ, в этой должности противодействовал реформе пенсионной системы и социального страхования, начатой правительством Алена Жюппе, сотрудничал с ФДКТ Николь Нота, добиваясь перехода к 35-часовой рабочей неделе. В 1996 году вышел из ЦК ФКП, оставаясь при этом в партии, и добился разрыва связей ВКТ с коммунистами.
В период руководства Вьянне прекратилось стремительное падение численности членов профобъединения — она снизилась с 2,3 млн в 1979 году до 638 тыс. в 1992 году, а в 1996 году составила 670 тыс. Кроме того, в 1995 году состоялся выход ВКТ из прокоммунистической Всемирной федерации профсоюзов, и Вьянне готовил вступление профобъединения в Европейскую конфедерацию профсоюзов, где господствовали социал-демократические тенденции. Из устава ВКТ было изъято положение о обобществлении средств производства.
В 1999 году он оставил свои профсоюзные должности. Выйдя на пенсию, он страдал от проблем со здоровьем, но большую часть времени проводил на охоте. Скончался 21 октября 2017 года в больнице города Анноне, куда был госпитализирован несколькими днями ранее.